# Dermanura glauca
Dermanura glauca — вид родини листконосові (Phyllostomidae), ссавець ряду лиликоподібні (Vespertilioniformes, seu Chiroptera).

## Середовище проживання
Країни поширення: Болівія, Бразилія, Колумбія, Еквадор, Французька Гвіана, Гаяна, Перу, Суринам, Венесуела. Живе в тропічних лісах, у тому числі зрілих листяних і вторинних, також на плантаціях і в садах до 2800 метрів над рівнем моря.

## Морфологічні й генетичні особливості
Довжина голови і тіла від 43 до 62 мм, довжина передпліччя між 37 і 42 мм, довжина стопи від 8 до 12 мм, довжина вух від 12 до 17 мм і вага до 14 гр.
Спина від темно-сірого до темно-коричневого кольору, черево світліше. Писок короткий і широкий. Лист носа добре розвинений, ланцетний. Є дві світлі смуги на кожній стороні обличчя. Вуха середньої пропорції, трикутні, з закругленими кінцями. Мембрани крил темно-коричневі або чорнуваті. Не має хвоста.
Каріотип: 2n = 30-31, FNa=56.

## Життя
Харчується дрібними плодами і комахами. Лаштує сідала під банановим листям. Є два репродуктивні періоди. Вагітні самиці були захоплені з січня по серпень в Еквадорі, Венесуелі і Тринідаді й Тобаго, а з жовтня по грудень в Еквадорі і Венесуелі.